# Tithaeus vagus
Tithaeus vagus is een hooiwagen uit de familie Tithaeidae. De originele naamcombinatie (protoniem) was 
Sinis vagus Loman, 1892. Het werd Laater hernoemd als Sinniculus vagus (Loman, 1892). omdat het geslacht Sinis je de voordeel had door een geslacht van Coleoptera. Een volgende naamrecombinatie werd gepubliceerd als Tithaeus vagus (Loman, 1892) in Roewer 1912. De huidige (vanaf 2023) geldig wetenschappelijke naam van Tithaeus vagus Gaat terug op Loman.